# Зюзин, Максим Анатольевич
Макси́м Анато́льевич Зю́зин (9 августа 1986, Иркутск, СССР) — российский футболист, полузащитник.

## Карьера

### Клубная
Воспитанник иркутского футбола. В 16 лет начал выступать за местную «Звезду», выступавшую во Втором дивизионе. За основной состав дебютировал 15 октября 2002 года в матче со «Чкаловцем-1936» (2:1), выйдя на поле на 86-й минуте вместо Резо Джикии. Летом 2005 года получил предложение от другой подмосковной команды «Химок», выступавших в Первом дивизионе, с которыми в итоге и подписал контракт. За год так и не получив возможности пробиться в основной состав, начал искать другие варианты трудоустройства. В начале 2006 года отправился в «Пресню». Спустя 9 туров с начала первенства команда из-за финансовых проблем снялась с турнира, и летом Максим пополнил ряды рязанского «Спартака-МЖК». В 2007 году у команды начались проблемы с финансированием, и после первого круга она снялась с первенства, после лего Максим вернулся в родную
«Звезду», за которую отыграл остаток сезона. В новом сезоне перебрался в «Нижний Новгород». В декабре 2010 года перешёл в нижегородскую «Волгу». 14 марта 2011 года дебютировал в Премьер-лиге в матче с «Томью» (2:0), заменив на 90-й минуте Отара Марцваладзе. 19 июля перешёл на правах аренды в «Сибирь». С 2012 года выступал за «СКА-Энергию». Сезон 2013/14 пропустил из-за травмы. В 2014 году вернулся в «Химки», после чего стал игроком «Луча-Энергии». В 2016 году подписал контракт с «Нефтехимиком».

### В сборной
В 2005 году привлекался к играм олимпийской сборной России. 16 августа дебютировал в матче против молодёжной сборной Англии (4:0). После этого провёл ещё одну товарищескую встречу со сборной Швейцарии.

## Достижения
- Бронзовый призёр Первого дивизиона: 2010
- Победитель Второго дивизиона (3): 2006 (зона «Центр»), 2015/16 (зона «Урал-Поволжье»), 2017/18 (зона «Урал-Поволжье»)
- Бронзовый призёр зоны «Урал-Поволжье» Второго дивизиона: 2008